# Bad Dürrenberg

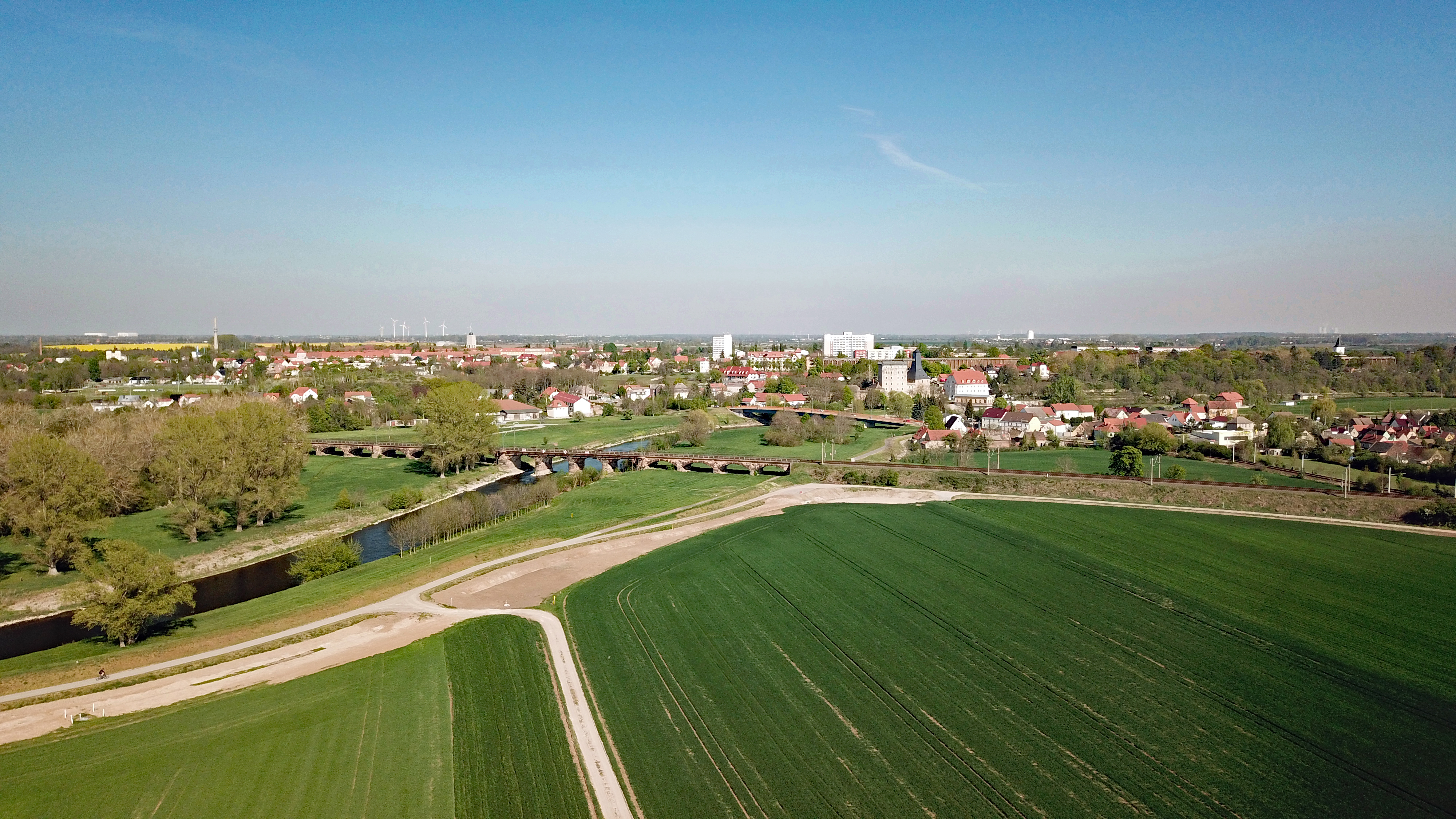
Luftbild

Die Solestadt Bad Dürrenberg (bis 1935 Dürrenberg) ist eine Kleinstadt im Saalekreis im Land Sachsen-Anhalt.

## Geografie
Die Solestadt Bad Dürrenberg liegt an der Saale zwischen Leipzig, Merseburg und Weißenfels. Im Süden der Stadt mündet der Ellerbach rechtsseitig in die Saale.

### Stadtgliederung
| Ortschaft            | Einwohner | Ortsteile                                                                                               |  |
| -------------------- | --------- | --- |  |
| Bad Dürrenberg       | 10.805    | Bad Dürrenberg, Balditz, Goddula-Vesta, Keuschberg, Kirchfährendorf, Lennewitz, Ostrau, Porbitz-Poppitz |  |
| Nempitz              | 293       | Nempitz, Oetzsch und Treben                                                                             |  |
| Oebles-Schlechtewitz | 209       | Oebles-Schlechtewitz                                                                                    |  |
| Tollwitz             | 1.175     | Ellerbach, Kauern, Ragwitz, Teuditz, Tollwitz und Zöllschen                                             |  |

### Nachbargemeinden
Nachbargemeinden sind Leuna im Norden, Markranstädt (Landkreis Leipzig) im Osten, Lützen (Burgenlandkreis) im Süden und Weißenfels (Burgenlandkreis) im Westen.

## Geschichte
Aus der Ur- und Frühgeschichte Bad Dürrenbergs ist die Bestattung einer Schamanin mit Kind aus dem Mesolithikum bekannt. Diese wurde in den 1934 im Zuge von Kanalbauarbeiten am Kurpark geborgen und ist heute im Landesmuseum für Vorgeschichte in Halle ausgestellt. Bad Dürrenberg wurde selbst erst mehrere Tausend Jahre später gegründet.

### Mittelalter und Frühe Neuzeit

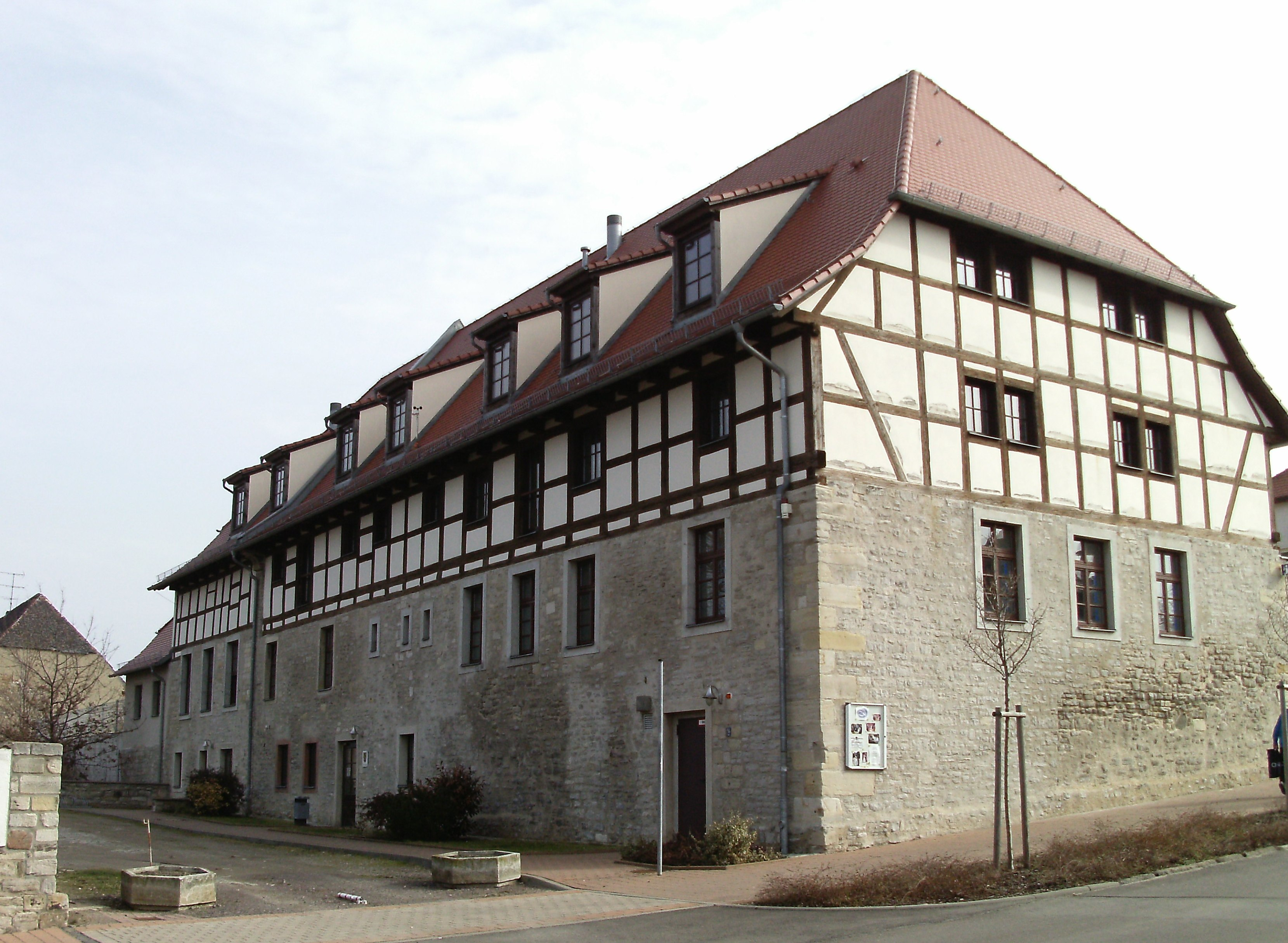
Bürger- und Vereinshaus mit Touristinformation

Der Stadtteil Keuschberg ist der älteste Teil der Stadt. Am 5. Juli 993 wurde der Ort durch Otto III. erstmals urkundlich erwähnt. Vesta, ein mit Wällen befestigter Königshof, wurde 1197 im Naumburger Urkundenbuch erstmals genannt. Für die anderen Stadtteile von Bad Dürrenberg sind folgende Ersterwähnungsdaten überliefert: Kirchdorf: 1248, Goddula (später: Klein- und Groß-Goddula): 1263, Lennewitz: 1267, Balditz: 1317 und Fährendorf 1320. Zu dieser Zeit muss bereits eine namensgebende Fähre in Fährendorf existiert haben. Das Standesamt, das ehemalige Salzamt, ist das älteste Steingebäude der Stadt und ist bereits in Urkunden aus dem Hochmittelalter als Königsgut nachgewiesen.

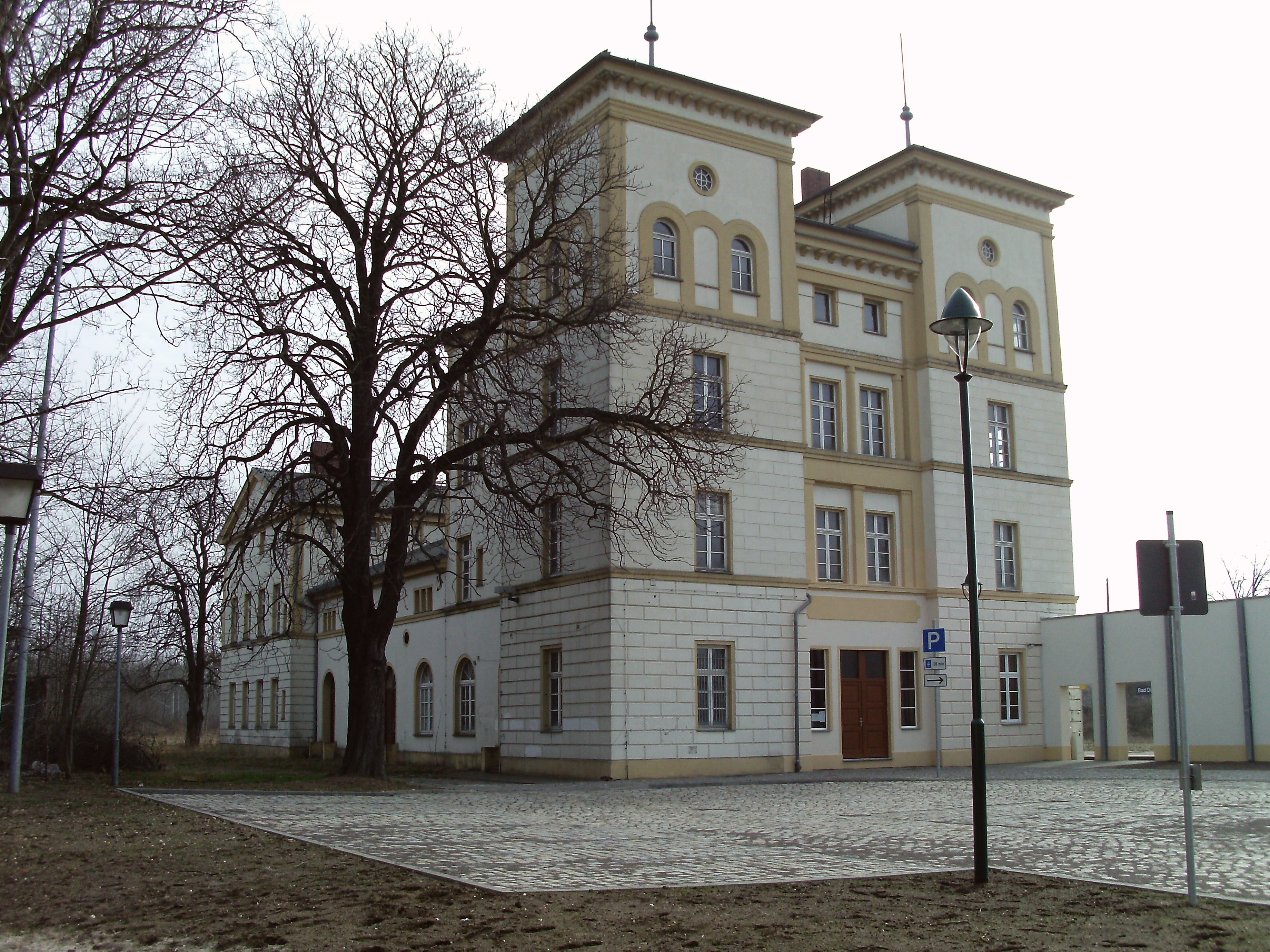
Bahnhof Bad Dürrenberg

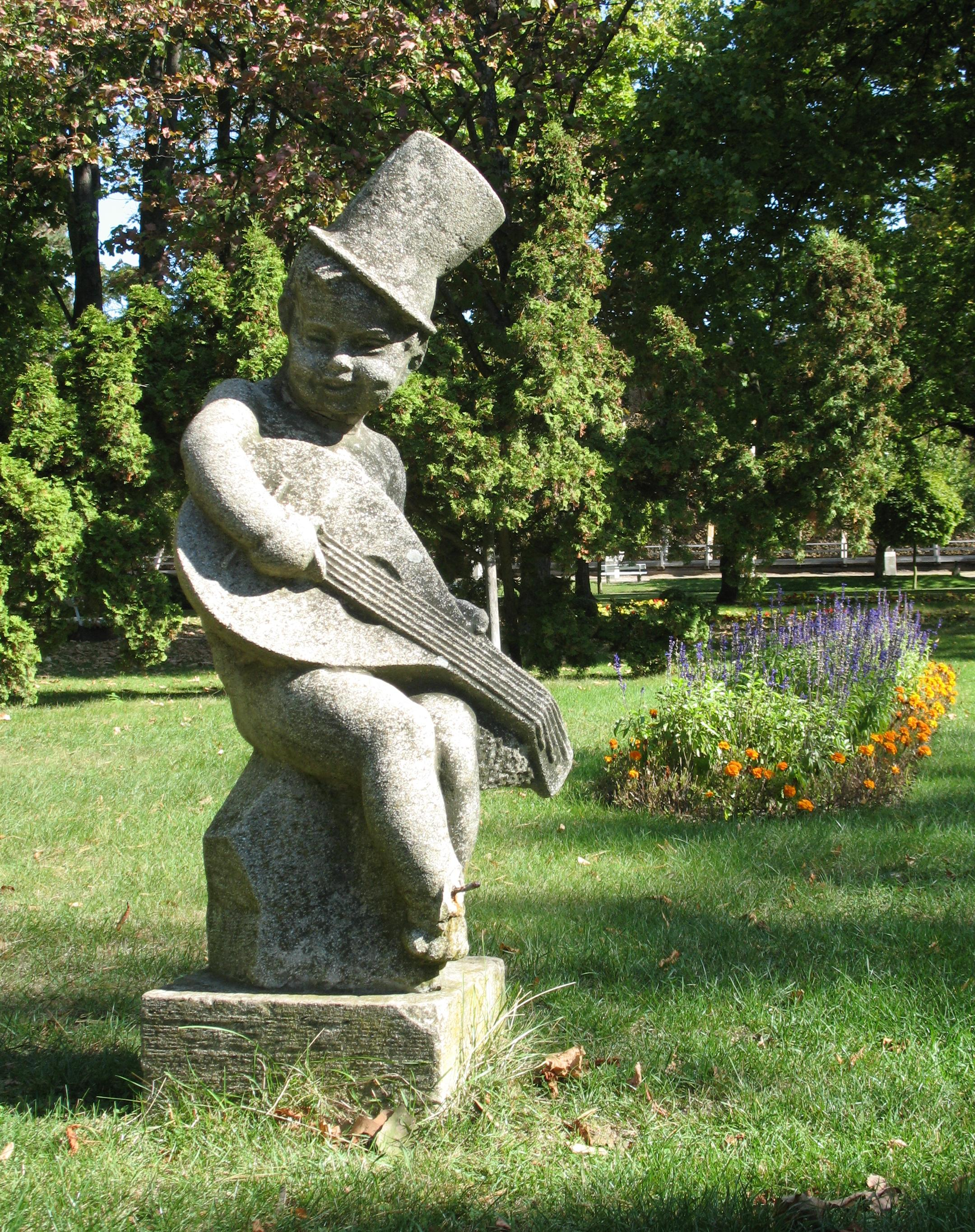
Kurpark

Das Gebiet der heutigen Ortschaft Bad Dürrenberg gehörte bis 1815 zum Gebiet des Hochstifts Merseburg, das seit 1561 unter kursächsischer Hoheit stand und zwischen 1656/57 und 1738 zum Sekundogenitur-Fürstentum Sachsen-Merseburg gehörte. Während Dürrenberg, Balditz, Keuschberg, Vesta, Groß- und Klein-Goddula zum Amt Lützen gehörten, unterstanden Kirchdorf, Fährendorf, Lennewitz, Ostrau, Porbitz und Poppitz der Verwaltung des Amts Merseburg. 1741 unternahm der kurfürstlich-sächsische Bergrat Johann Gottfried Borlach bei Keuschberg Bohrversuche. Die Bohrung war erst 1763 erfolgreich, seitdem gibt es dort einen ständigen Solefluss mit 10,63 % Salzgehalt. Über diesem ersten Solebrunnen entstand 1765 ein wuchtiger Soleförderturm, der nach ihm benannte Borlachturm befindet sich in unmittelbarer Nähe der Gradierwerke. Das Museum im Turm würdigt die Leistungen von Borlach und dokumentiert die Geschichte der Salzgewinnung, die Verarbeitung der Dürrenberger Sole zu Siedespeisesalz und die Entwicklung Dürrenbergs zum Badeort.

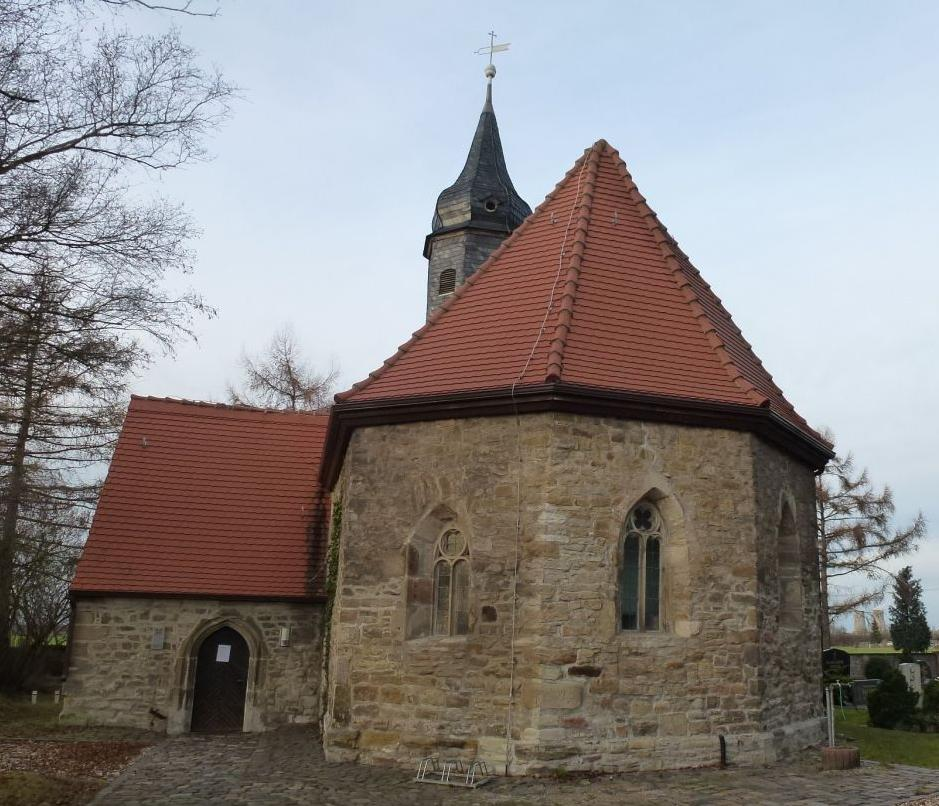
Spätgotische Kirche in Kirchfährendorf

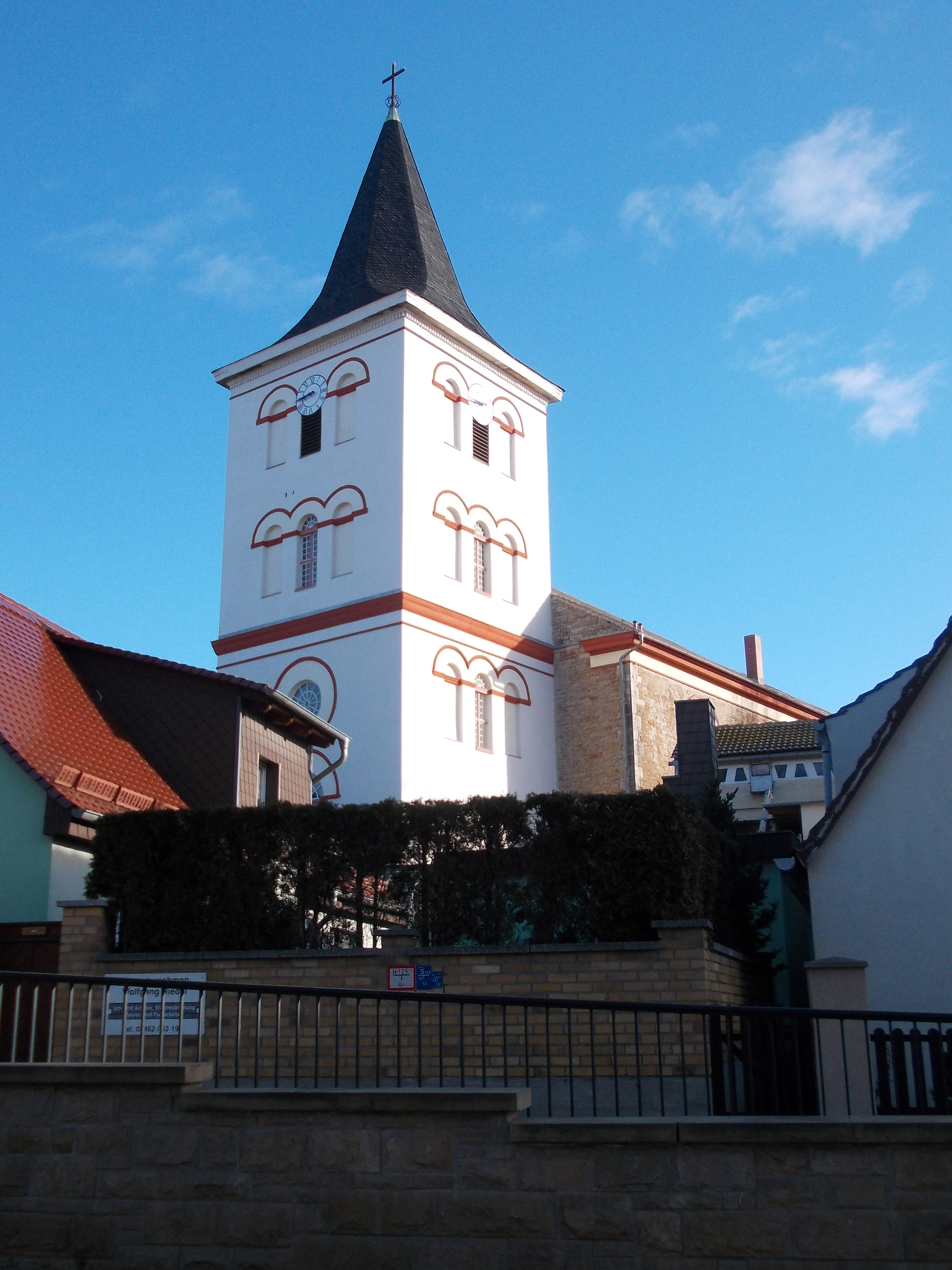
Evangelische Kirche

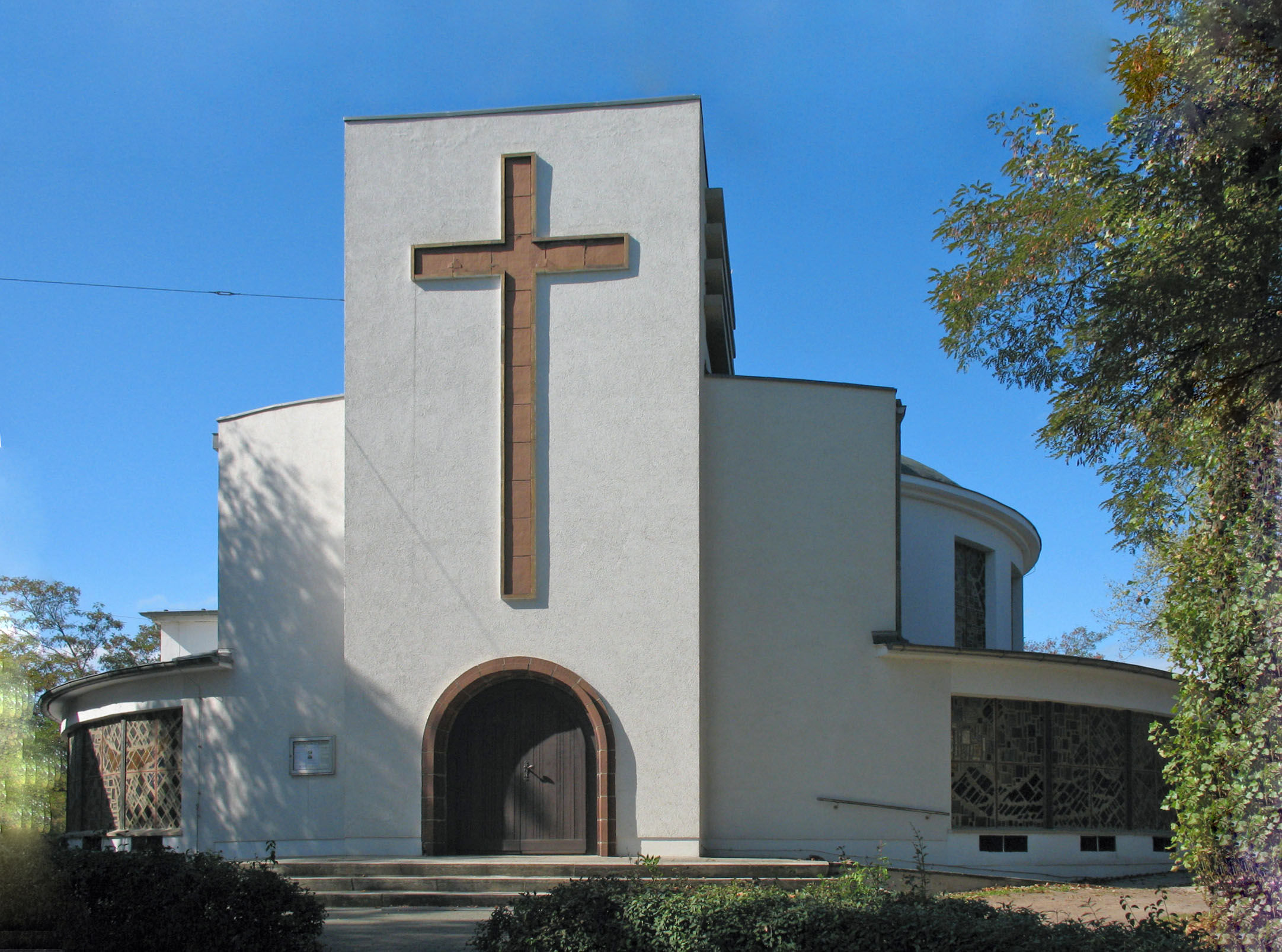
St. Bonifatius

### Preußische Zeit
Durch die Beschlüsse des Wiener Kongresses kamen die zwölf Orte der heutigen Ortschaft Bad Dürrenberg im Jahr 1815 zu Preußen. Sie wurden 1816 dem Kreis Merseburg im Regierungsbezirk Merseburg der Provinz Sachsen zugeteilt. Im 19. Jahrhundert wurden folgende Orte erwähnt, die aus mehreren Orten entstanden sind: Kirchfährendorf (aus Kirchdorf und Fährendorf), Porbitz-Poppitz (aus Porbitz und Poppitz), Goddula (aus Groß-Goddula, Klein-Goddula und Vesta).
Erstmals an das Eisenbahnnetz angebunden werden sollte der Ort im Jahr 1826 mit der Errichtung einer Pferdeeisenbahn von Leipzig nach Dürrenberg; die Pläne wurden jedoch verworfen. Im Jahr 1836 wurde die 4,5 Kilometer lange Tollwitz-Dürrenberger Eisenbahn mit einer Spurweite von 585 mm und der erste, 133 m lange Eisenbahntunnel Deutschlands errichtet. Am 22. März 1856 nahm die Bahnstrecke von Leipzig nach Corbetha über Barneck, Markranstädt, Kötschau und Dürrenberg ihren Betrieb auf.
Die Errichtung des ersten Badehauses erfolgte 1845, die erste Saalebrücke wurde 1920 erbaut. Im selben Jahr wurde die Rössener Straßenbahnstrecke in Etappen über Daspig und Spergau bis Fährdorf verlängert, sechs Jahre später dann bis zum Bahnhof Bad Dürrenberg.

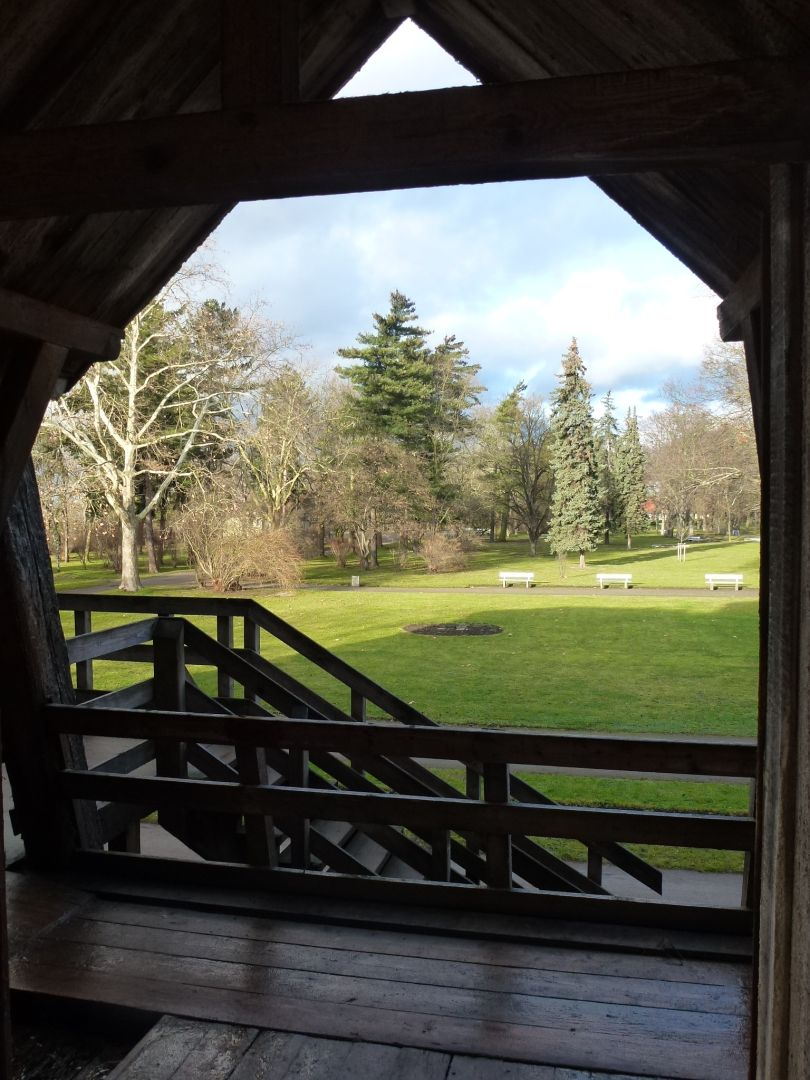
Blick durch das Gradierwerk in den Kurpark

### 20. Jahrhundert
Das Bäder-Adressbuch warb in der Weimarer Republik für Dürrenberg a. d. Saale mit Hinweis auf die vorhandenen Gradierwerke (1821 m Länge) um Badegäste zum „Aufenthalt in mit Salz durchtränkter staubfreier, ozonreicher Luft“ und bezeichnete den Kurort als „Solbad“.
Die „Großgemeinde Dürrenberg“ entstand am 1. Juli 1930 durch Zusammenschluss der Landgemeinden Dürrenberg, Keuschberg, Porbitz-Poppitz, Ostrau, Lennewitz und Balditz. Seit der Verleihung des Prädikates „Bad“ im Jahr 1935 nennt sich Dürrenberg Bad Dürrenberg. Während des Zweiten Weltkriegs wurden ausländische Zwangsarbeiter bei Firmen in Bad Dürrenberg beschäftigt. Am 30. November 1946 wurde der Gemeinde Bad Dürrenberg das Stadtrecht verliehen. Die Verkündung nahm der Bezirkspräsident Otto Gotsche in feierlicher Sitzung der Stadtverordneten am 6. Januar 1946 vor. Die Urkunde wurde an Bürgermeister Paul Drese übergeben. Am 15. April 1947 bekam die Stadt ihr heutiges Wappen verliehen. Am 1. Juli 1950 wurden die Orte Kirchfährendorf und Goddula-Vesta nach Bad Dürrenberg eingemeindet. Die Verwaltungsgemeinschaft Bad Dürrenberg mit Oebles-Schlechtewitz, Tollwitz sowie seit 1998 Spergau und seit 2006 Nempitz wurde 1994 gebildet.
Der Badebetrieb in Bad Dürrenberg wurde 1964 eingestellt, die Produktion von Siedesalz bereits ein Jahr zuvor.

### 21. Jahrhundert
Ein neuer Solebrunnen wurde am 24. Juni 2000 in Betrieb genommen. 2003 sanierte man die ehemalige Trinkhalle im Kurpark, die anschließend wieder für Soleanwendungen geöffnet wurde. 2008 wurde der Stadt das Prädikat „Staatlich anerkannter Erholungsort“ verliehen.
Unter dem Motto „Salzkristall & Blütenzauber“ bewarb sich die Stadt Bad Dürrenberg um die Ausrichtung der 5. sachsen-anhaltischen Landesgartenschau im Jahr 2022 und erhielt am 28. März 2017 den Zuschlag. Die Landesgartenschau wurde wegen der Corona-Pandemie auf das Jahr 2024 verschoben (19. April bis 13. Oktober). Sie konnte über 460.000 Besucher zählen.

### Eingemeindungen
Am 1. Juli 1950 wurden die bis dahin eigenständigen Gemeinden Goddula-Vesta und Kirchfährendorf eingegliedert. Oebles-Schlechtewitz wurde am 1. Juli 2008 in die Stadt Bad Dürrenberg eingemeindet. Am 1. Januar 2010 folgten die Eingemeindungen von Nempitz und Tollwitz, was die Auflösung der Verwaltungsgemeinschaft Bad Dürrenberg nach sich zog.

## Bevölkerung
| Jahr | Einwohner |
| ---- | --------- |
| 1990 | 12.954    |
| 1995 | 12.214    |
| 2000 | 11.902    |
| 2005 | 11.391    |
| 2010 | 12.339    |
| 2015 | 11.763    |

| Jahr | Einwohner |
| ---- | --------- |
| 2020 | 11.499    |
| 2021 | 11.389    |
| 2022 | 11.499    |
| 2023 | 11.540    |
| 2024 | 11.521    |

Stand: 31. Dezember des jeweiligen Jahres (Angaben des Statistischen Landesamtes Sachsen-Anhalt), ab 2011 auf Basis des Zensus 2011, ab 2022 auf Basis des Zensus 2022

## Politik

### Stadtrat
Der Stadtrat von Bad Dürrenberg besteht entsprechend der Einwohnerzahl der Stadt aus 28 Mitgliedern und dem Bürgermeister. Die Kommunalwahl am 9. Juni 2024 führte zu folgendem Ergebnis:
| Partei / Wählergruppe                             | Stimmenanteil 2019 | Sitze 2019 |        | Stimmenanteil 2024 | Sitze 2024 |
| ------------------------------------------------- | ------------------ | ---------- | ------ | ------------------ | ---------- |
| CDU                                               | 30,1 %             | 8          | 33,6 % | 9                  |            |
| AfD                                               | 14,6 %             | 3          | 28,5 % | 8                  |            |
| FDP                                               | 16,6 %             | 5          | 11,1 % | 3                  |            |
| PRO Bad Dürrenberg                                | 06,4 %             | 2          | 09,3 % | 3                  |            |
| Die Linke                                         | 10,3 %             | 3          | 06,3 % | 2                  |            |
| Wählergruppe der Handwerker und Gewerbetreibenden | 06,1 %             | 2          | 05,2 % | 1                  |            |
| SPD                                               | 04,0 %             | 1          | 03,5 % | 1                  |            |
| Bündnis 90/Die Grünen                             | –                  | –          | 02,5 % | 1                  |            |
| Unabhängige Wählergemeinschaft                    | .                  | 2          | –      | –                  |            |
| Allgemeine Freie Liste Tollwitz-Nempitz           | .                  | 1          | –      | –                  |            |
| NPD                                               | 01,0 %             | –          | –      | –                  |            |
| Insgesamt                                         | 100 %              | 27         | 100 %  | 28                 |            |

Bei der Wahl 2019 entfielen auf die AfD vier Sitze, von denen einer unbesetzt blieb, weil die Partei nur drei Kandidaten nominiert hatte.

### Bürgermeister (seit 1945)
- Wilhelm Presuhn[19] (NSDAP) bis April 1945
- Kurt Eckart (SPD), Mai bis Juni 1945
- Karl Herfurth (KPD), ab Juli 1945
- Paul Drese (SED), 1946 bis 1947
- Fritz Singer, 1948 bis 1952
- Kurt Boose, ab 1951 stellvertretend
- Gerry Meißel (SED), ab 1952 kommissarisch/Edmund Jatz
- Martha Wessler (SED), 20. Februar 1953 bis 19. Februar 1976
- Liselotte Wehowski (SED), 20. Februar 1976 bis 20. August 1986
- Frank Klappach (SED), 21. August 1986 bis 30. September 1988
- Karin Zeisler (SED), 1. Oktober 1988 bis Mai 1990
- Thomas Heilmann (CDU), 28. Mai 1990 bis 30. Juni 2001
- Jürgen Elste (FDP), 1. Juli 2001 bis 30. Juni 2008
- Árpád Nemes (CDU), 1. Juli 2008 bis 30. Juni 2015
- Christoph Schulze (CDU), seit 1. Juli 2015

Schulze wurde im März 2015 zum neuen Bürgermeister gewählt. Am 13. März 2022 wurde er mit 77,0 % der gültigen Stimmen in seinem Amt bestätigt. Seine Amtszeit beträgt sieben Jahre.

### Wappen
Das Wappen wurde am 15. April 1947 durch den Minister des Innern der Provinzialregierung Sachsen-Anhalt genehmigt.
Blasonierung: „In Rot über blauem Wasser ein silbernes Gebäude mit turmartigem Dach, schwarzen Fenstern, Tür und silberner Eingangstreppe.“

Flagge von Bad Dürrenberg

Das Gebäude im Wappen der Stadt stellt das Wahrzeichen von Dürrenberg, den sogenannten Kunst- oder Borlachturm dar. Die Wellen deuten die geografische Lage der Stadt an der Saale an.

### Flagge
Die Flagge der Stadt Bad Dürrenberg ist weiß - rot (1:1) gestreift.

### Städtepartnerschaften
Bad Dürrenberg unterhält Partnerschaften zu Caudebec-lès-Elbeuf in Frankreich, Ciechocinek in Polen, Encs in Ungarn und Melle in Niedersachsen.

## Sehenswürdigkeiten und Kultur

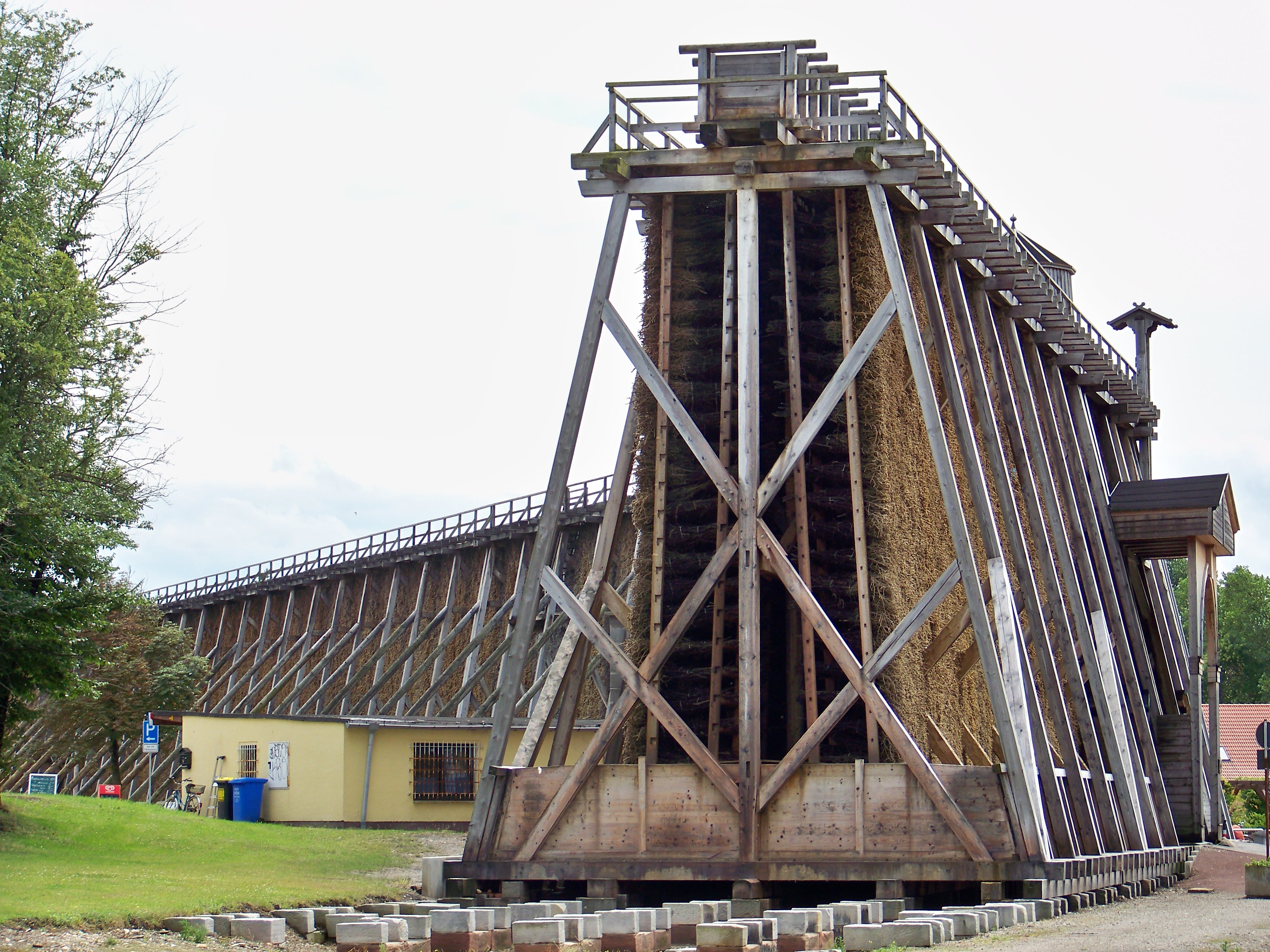
Gradierwerk

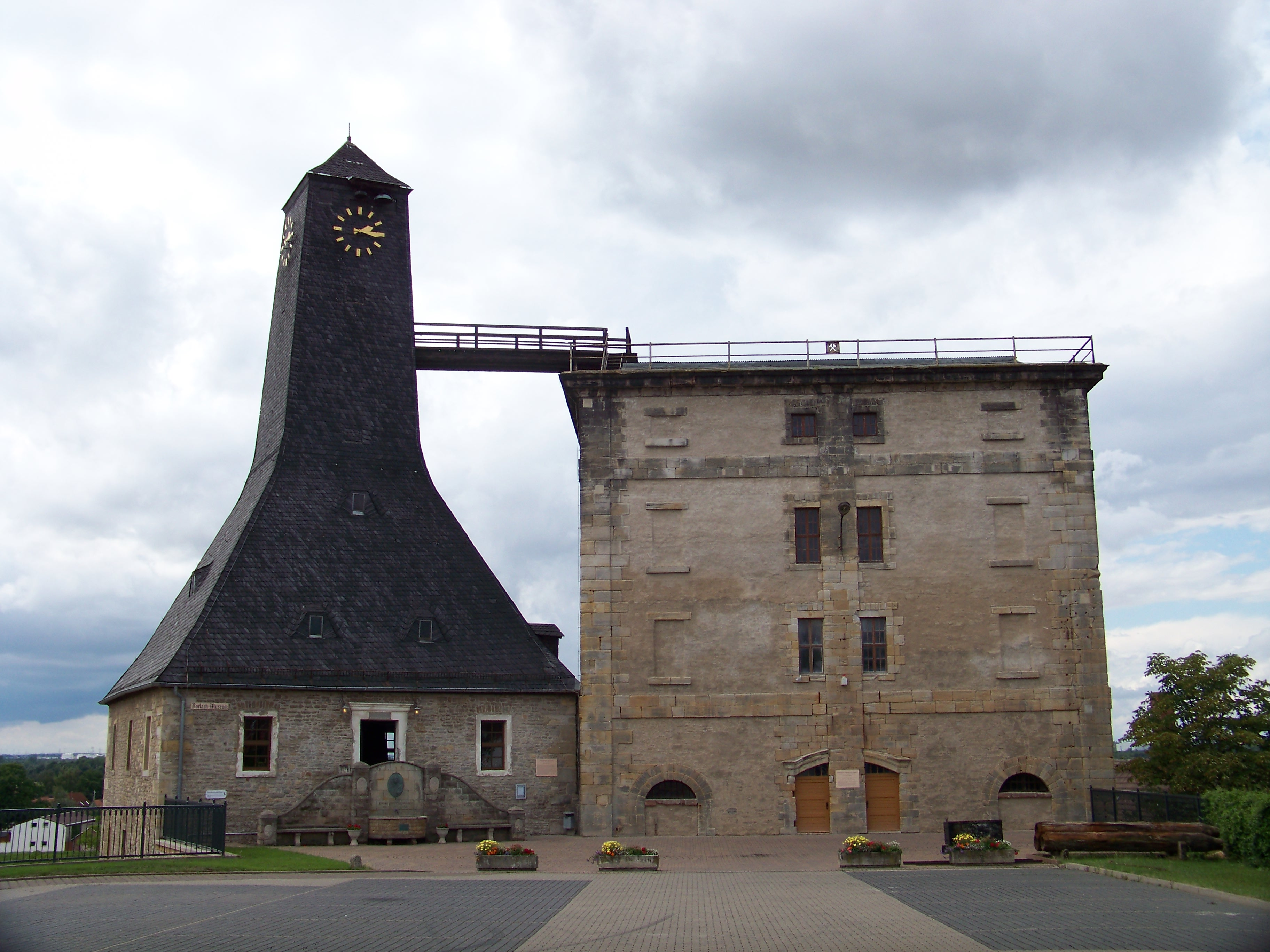
Borlachturm

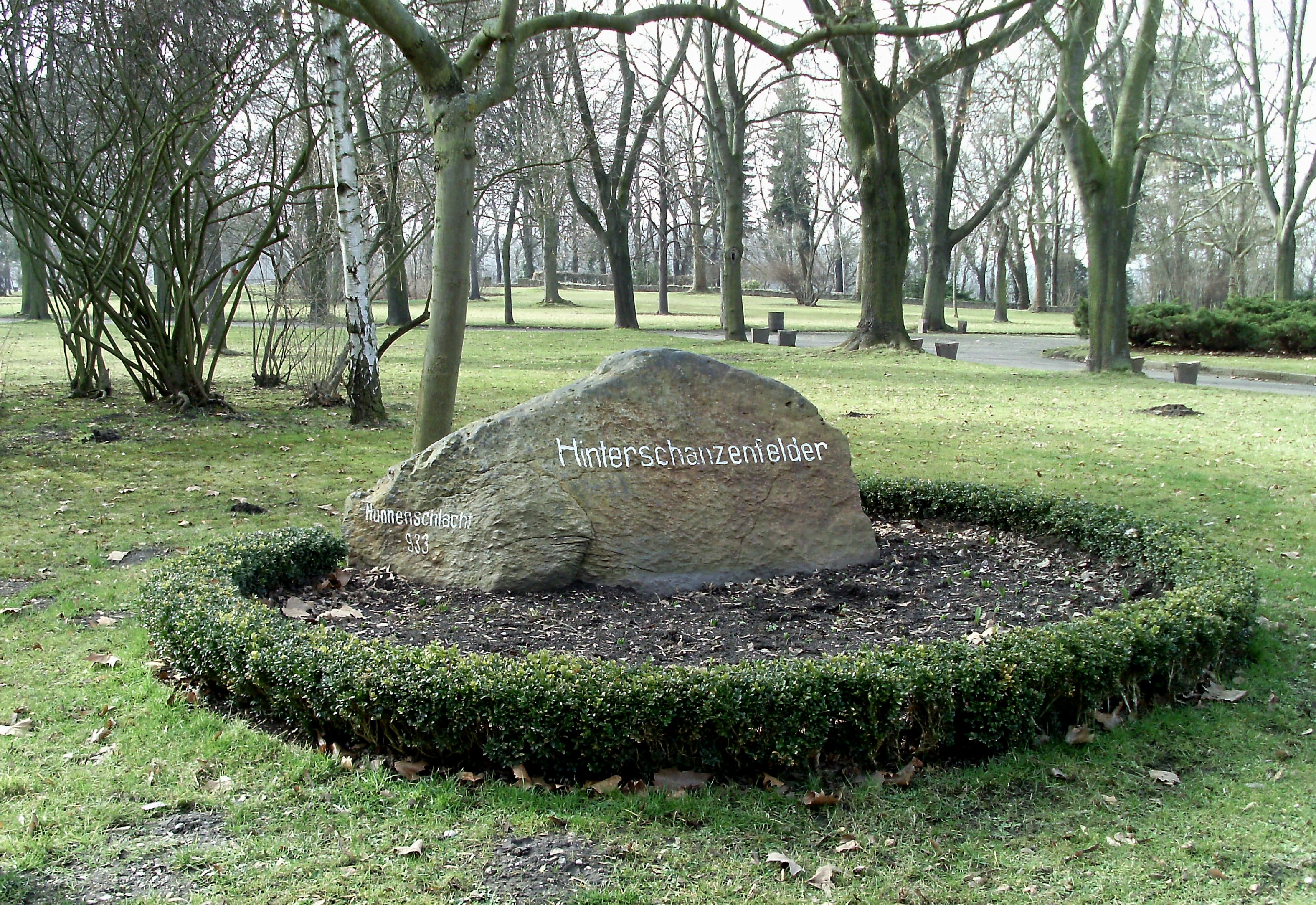
Gedenkstein zur Ungarnschlacht

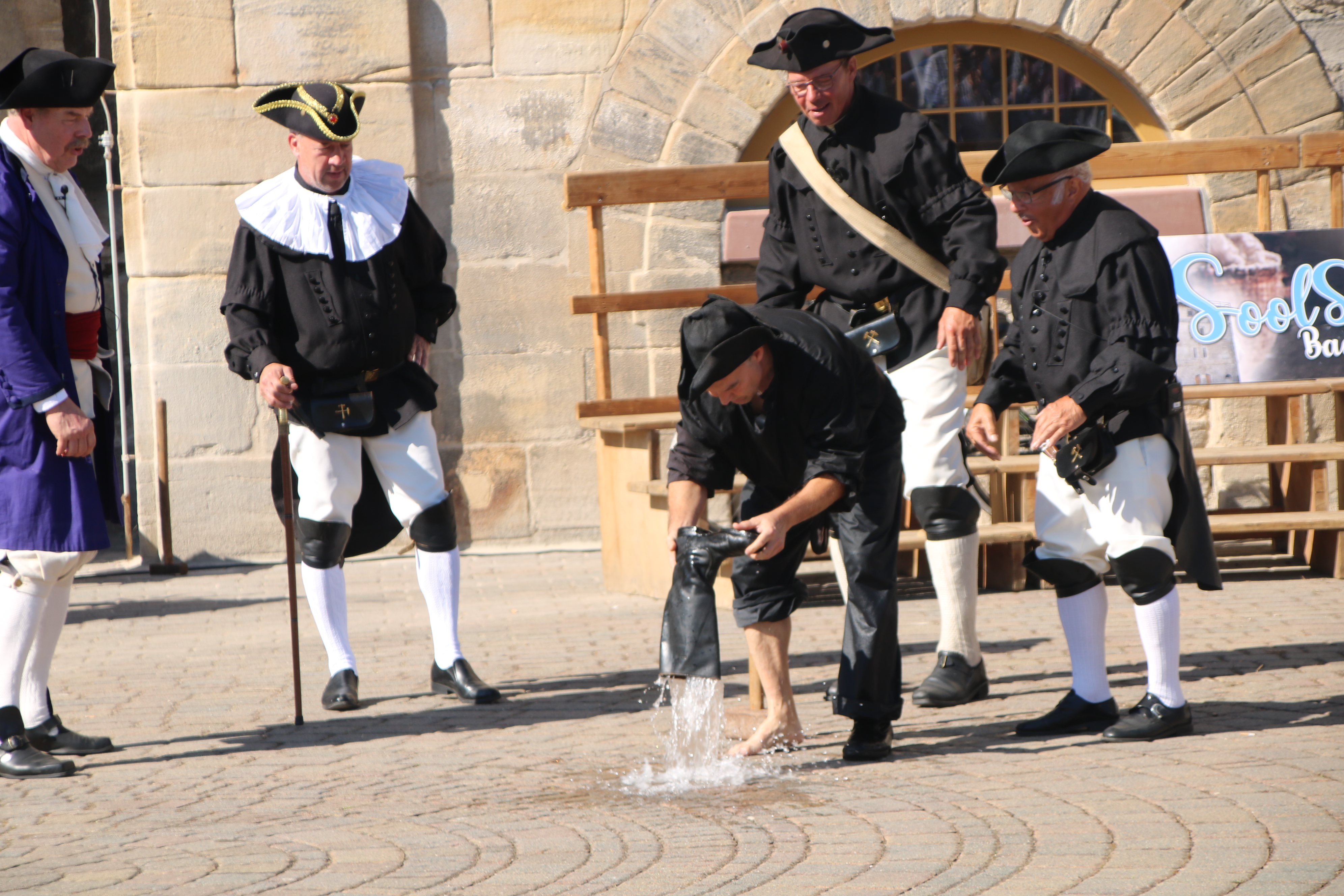
Szene aus dem traditionellen Borlachschauspiel (2023)

- Kurpark (10 ha) u. a. mit Kaltinhalierhalle, Blumenuhr, Heimatstube, Aussichtsplattform Saaleblick, Salzsiederei und Infopunkt zur Bestattung von Bad Dürrenberg
- Gradierwerk Bad Dürrenberg, größtes zusammenhängendes Gradierwerk Deutschlands (636 m lang)
- Borlachturm mit Borlachmuseum zur Geschichte des Salzes in der Region
- Dorfkirche Vesta
- Heimatstube
- Vogel- und Palmenhaus
- Spätgotische Kirche im Ortsteil Kirchfährendorf
- Saale-Radwanderweg (7 km auf der Gemarkung)
- Radweg Sole, Kohle und Geschichte vom Geiseltalsee nach Lützen
- Erster Eisenbahntunnel Deutschlands (nach heutigem Maß 177 Meter lang) der Tollwitz-Dürrenberger Eisenbahn
- Die katholische Kirche St. Bonifatius von 1931 ist ein sakraler Rundbau, der im Altarraum eine von Odo Tattenpach geschaffene ungewöhnliche Glasmosaik-Darstellung des gekreuzigten Christus zeigt.[25]
- Museumswohnung in der Gartenstadt („Alte Siedlung“)
- Nachbau der ersten sächsischen Dampfmaschine (von Christian Friedrich Brendel) im Witzlebenturm

### Geschichtsdenkmale
- Sühnekreuz Kirchfährendorf aus dem Bauernkrieg
- Kriegerdenkmal auf dem Borlachplatz zur Erinnerung an die 151 Gefallenen des Ersten Weltkrieges, eingeweiht am 23. August 1925
- Grabstätten von 18 Zwangsarbeitern auf dem Neuen Friedhof
- Denkmal aus dem Jahre 1959 auf dem Alten Friedhof für 41 Zwangsarbeiter aus mehreren Nationen
- Kriegerdenkmal vor der evangelischen Kirche zum Andenken an die Teilnehmer und Gefallenen des deutsch-französischen Krieges 1870/71
- Kriegerdenkmal an der Kirchfährendorfer Straße im Ortsteil Fährendorf für die Gefallenen des Ersten Weltkrieges
- Denkmal auf dem OdF-Platz zur Erinnerung an die „Opfer des Faschismus und des imperialistischen Krieges“
- Hunnenstein mit dem sagenhaften Abdruck der Hand König Heinrichs I. zur Ungarnschlacht 933
- Bauernstein Porbitz

### Regelmäßige Veranstaltungen
- Brunnenfest: Jeweils am Wochenende des dritten Sonntags im September; zu den Brunnenfesten wird traditionell das „kleine Borlachspiel“ aufgeführt. Dabei wird die Erschließung der Solequelle am 15. September 1763 dargestellt und eine öffentliche Solemessung durchgeführt. Das Brunnenfest wurde 2023 in das Bundesweite Verzeichnis des immateriellen Kulturerbes der UNESCO aufgenommen.[26]
- Kurparkkonzerte Mai bis September im Kurpark
- Ostermarkt am Karsamstag vor dem Palmen- und Vogelhaus
- Adventszauber am zweiten Adventwochenende vor dem Palmen- und Vogelhaus
- Ausstellungen regionaler Künstler im Wasserturm des Zweckverbandes für Wasserversorgung und Abwasserbeseitigung Bad Dürrenberg
- Tag des offenen Denkmals, u. a. mit Führungen zum Borlachschacht, Kohlebahntunnel, Gradierwerk

## Wirtschaft und Infrastruktur

### Verkehr

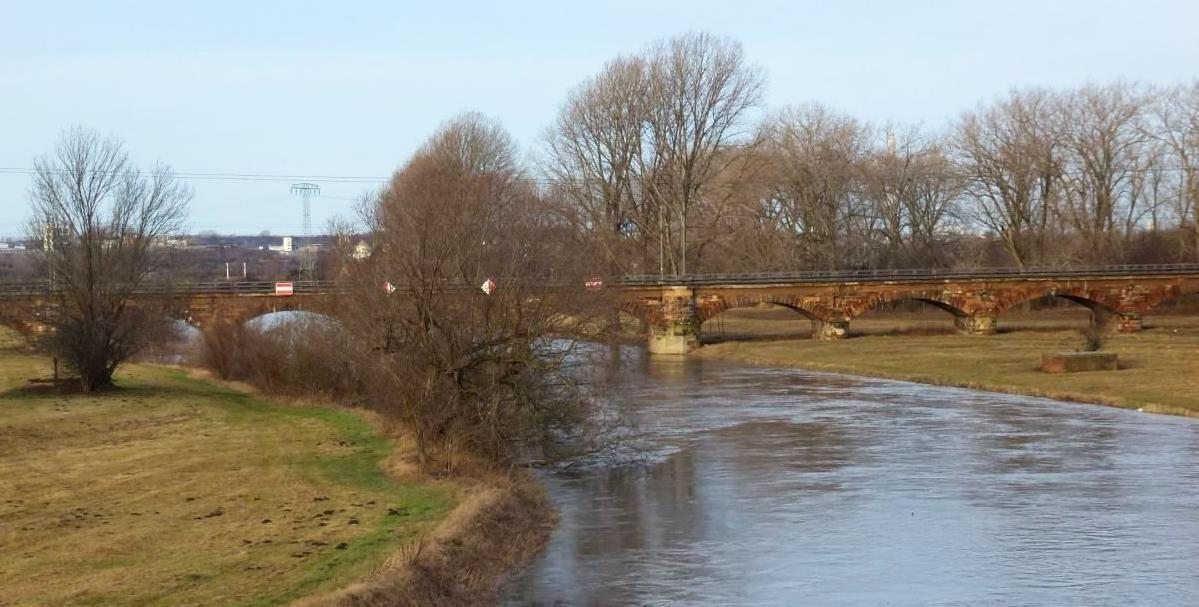
Eisenbahnbrücke bei Bad Dürrenberg über die Saale

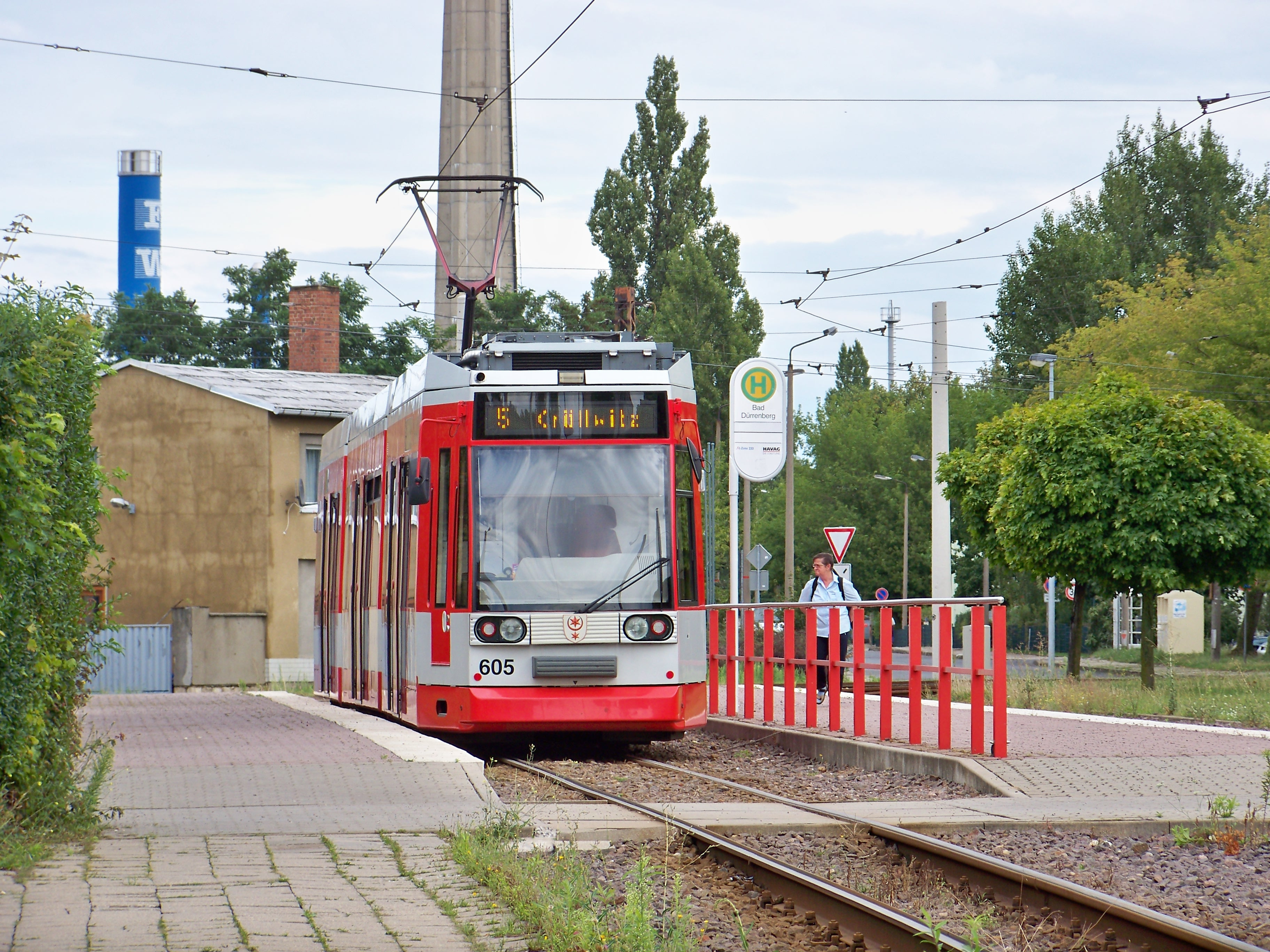
Straßenbahnlinie 5

Bad Dürrenberg verfügt über einen Haltepunkt an der Strecke Leipzig – Großkorbetha, der stündlich von der Regionalbahnlinie RB20 (Leipzig - Erfurt -Eisenach) und 2 stündlich von der RE15 (Leipzig - Saalfeld) bedient wird. Zudem ist die Stadt mit der Straßenbahnstrecke Halle-Ammendorf–Bad Dürrenberg (Halle – Schkopau – Merseburg – Leuna – Bad Dürrenberg) an den Nahverkehr der Halleschen Verkehrs-AG (HAVAG) im 30-Minuten-Takt angebunden. Die darauf verkehrende Linie 5 ist mit ca. 30 Kilometern die längste Straßenbahnlinie in den Neuen Bundesländern. Busverbindungen gibt es unter anderem nach Markranstädt, Merseburg, Günthersdorf und Kleinkorbetha.
| Linie | Linienverlauf RB20 im Fahrplanjahr 2023/2024 |
| ----- | --- |
| RB 20 | Leipzig Hbf – Leipzig-Möckern – Leipzig-Leutzsch – Leipzig-Miltitz – Markranstädt – Bad Dürrenberg – Großkorbetha – Weißenfels – Naumburg (Saale) Hbf – Bad Kösen – Bad Sulza – Apolda – Weimar – Erfurt Hbf – Gotha – Eisenach (betrieben durch Abellio Rail Mitteldeutschland) |

Die Stadt liegt direkt an der A 9, an der sie eine eigene Anschlussstelle hat.
In Bad Dürrenberg gibt es eine Saaleschleuse.

### Tourismus
Das ehemalige Salzamt wurde zum Hotel umgebaut, ebenso das frühere Badehaus. Daneben gibt es zwei weitere Hotels sowie Ferienwohnungen und private Gästezimmer.
Außerdem gibt es das Sole Spa (Gesundheit, Wellness und Entspannung) direkt im Kurpark und das Gesundheitszentrum mit Sole Bewegungsbad (Veranstaltungs- und Dienstleistungszentrum Bad Dürrenberg gGmbH).

### Feuerwehr und Sicherheit
Die Freiwillige Feuerwehr der Stadt Bad Dürrenberg besteht aus den Einheiten der Ortsfeuerwehr Bad Dürrenberg, Tollwitz und Nempitz. In den drei Feuerwehren leisten ausschließlich ehrenamtliche Mitglieder ihren Dienst. Gesamtstädtisch werden ca. 300 Einsätze pro Jahr geleistet. Das Gebiet des Hauptorts sowie die nahegelegene Bundesautobahn 9 werden hauptsächlich durch die Einheiten aus Bad Dürrenberg und Tollwitz betreut. Die Einheit Nempitz übernimmt in der Hauptsache den Schutz des eigenen Ortsteils sowie logistische Sonderaufgaben (GW-L1, MTW & TFS-W). 
Die Einheiten Bad Dürrenberg (KdoW, 2xLF, GW-L2, TGM, ELW, MTW, GW-W + Boot) und Tollwitz (TLF5000, GTLF13000, VRW, MTW) unterhalten zudem seit 2019 jeweils eine First Responder-Gruppe zum Einsatz bei medizinischen Notfällen in ihrem jeweiligen Einsatzbereich. In der Einheit Bad Dürrenberg ist ebenfalls eine Drohnengruppe beheimatet, welche auch überörtlich eingesetzt wird. Die Einheit Tollwitz hält als Besonderheit zwei Tanklöschfahrzeuge mit einem Gesamtvolumen von 18.500 Litern Wasser vor, welche regelmäßig in die benachbarten Gemeinden ausrücken.
Neben den drei Standorten der Feuerwehr existiert zudem noch eine Rettungswache der Johanniter-Unfallhilfe sowie ein Polizeiposten im Stadtgebiet.

## Persönlichkeiten

### Söhne und Töchter der Stadt
- Friedrich Loew (1809–1881), Lehrer, Rektor und Abgeordneter
- Carl Bischof (1812–1884), Bergbauingenieur
- Ernst Bernhard Scharf (1828–1888), Zeitungsverleger der Nachrichten für Stadt und Land, Oldenburg
- Rudolph Vogel (1847–1923), Reichstagsabgeordneter (Deutschsoziale Reformpartei)
- Helmut Pohle (1925–1994), Wirtschaftswissenschaftler und Hochschullehrer
- Simone Mangelsdorff (1931–1973), Opernsängerin
- Willi Opitz (1928–2011), Jurist, Generalmajor und Rektor der Hochschule des MfS
- Dolly Richter-Hannes (1933–2022), Jura-Professorin und Rechtsanwältin
- Ibrahim Böhme (1944–1999), Politiker (SED/SDP/SPD)
- Heinz Möhrdel (* 1945), Gebrauchsgrafiker
- Lars-Broder Keil (* 1963), Journalist und Buchautor
- Andreas Ihle (* 1979), Weltmeister und Olympiasieger im Kanurennsport

### Personen, die mit der Stadt in Verbindung stehen

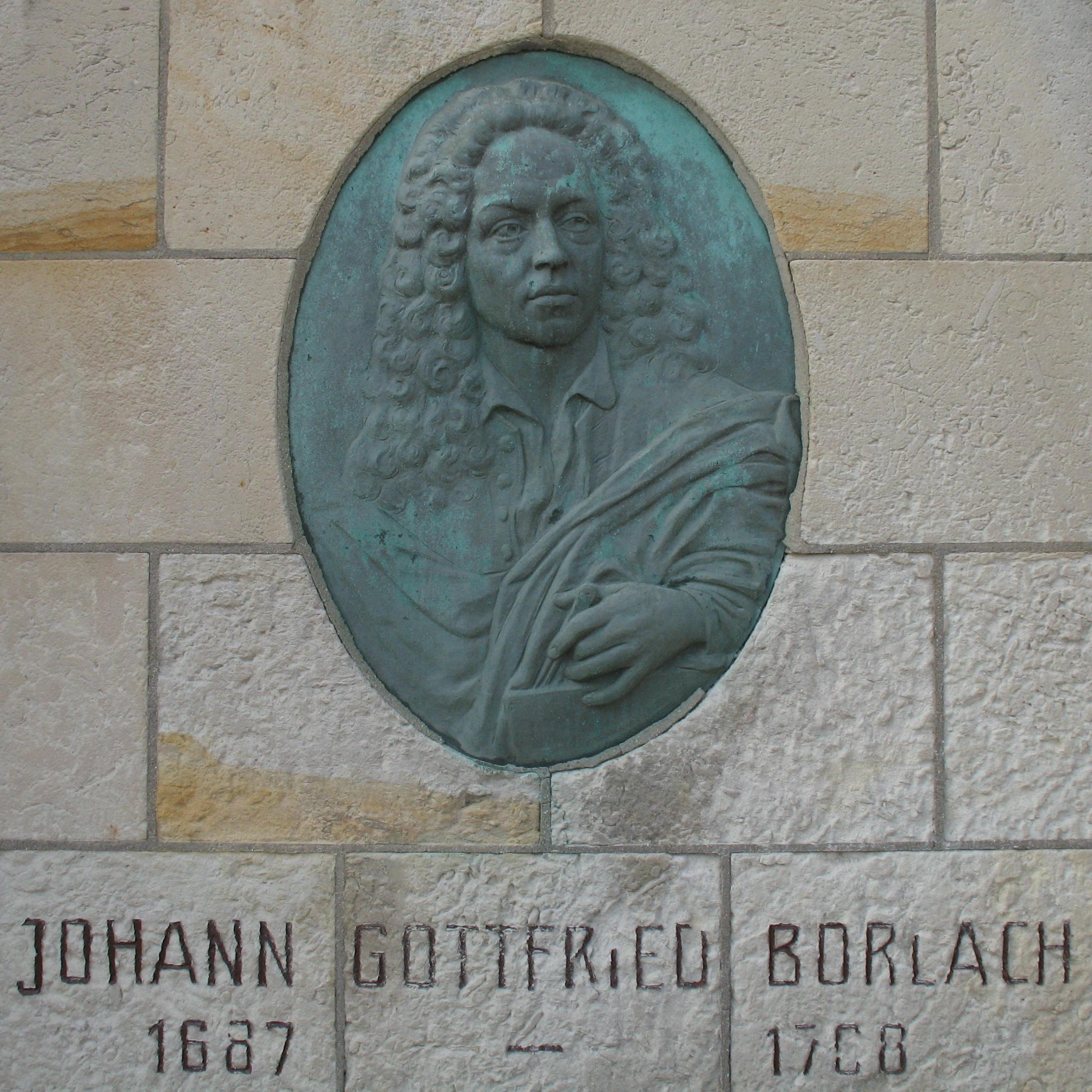
Borlach-Gedenkplakette

- Johann Gottfried Borlach (1687–1768), kursächsischer Bergrat und Gründer der Salinen in Artern, Kösen und Dürrenberg
- Novalis (1772–1801), Frühromantiker, Philosoph und Jurist
- Johann Bartholomäus Trommsdorff (1770–1837), Pharmazeut und Apotheker
- Karl von Fritsch (1838–1906), Fideikommissherr auf dem Rittergut Groß-Goddula, Geologe und Paläontologe, Akademiepräsident der Leopoldina
- Carl Buttenstedt (1845–1910), ab 1883 Sekretär beim Salzamt Dürrenberg
- Georg Engelbert Graf (1881–1952), Reichstagsabgeordneter (SPD), Dozent und Autor
- Ernst Fraenkel (1898–1975), Politikwissenschaftler und Jurist
- Christa Maria Ziese (1924–2012), Lied-, Konzert- und Opernsängerin